# Bo Widerberg
Bo Widerberg (Malmö, 8 de junio de 1930-Bastad, 1 de marzo de 1997) fue un director de cine y escritor sueco.

## Biografía
Widerberg fue director de diferentes películas como Carro de bebé (1963), Elvira Madigan (1967), Ådalen 31 (1969), Joe Hill (1971), Fimpen (1974), El hombre en el tejado (1976), Victoria (1979), El hombre de Mallorca (1984), El camino de la serpiente sobre la roca (1986) y La belleza de las cosas (1995). El camino de la serpiente sobre la roca fue exhibida en la sección de Un Certain Regard del Festival Internacional de Cine de Cannes de 1987 En 1966, en la tercera edición de las Guldbagge Awards su película Roland alegría! ganó el premio a la mejor película.

### Muerte y legado
Widerberg murió en Ängelholm el 1 de mayo de 1997 por un cáncer de estómago y fue enterrado en el Nuevo Cementerio de Båstad. Tuvo cuatro hijos: Nina, Martin, Johan y Matilda. Martin se convirtió en director y Johan en actor. Cuando era pequeña, Nina Widerberg ya había participado en cinco de las películas de su padre.
En una pequeña plaza cercana a la entrada sur del túnel del tren en Malmö. la llamada Plaza Bo Widerberg fue inaugurada en 2010. El lugar está cerca de la residencia de Widerberg en Malmö.

## Películas
- El niño y el dragón (1962)
- Carro de bebé (1963)
- El amor 65 (1965)
- Roland alegría! (1966)
- Elvira Madigan (1967)
- El deporte blanco (documental, un miembro del grupo colectivo, 13) (1968)
- Ådalen 31 (1969)
- Joe Hill (1971)
- Fimpen (1974)
- El hombre en el tejado (1976)
- Victoria (1979)
- El hombre de Mallorca (1984)
- El camino de la serpiente sobre la roca (1986)
- La lujuria y de gran belleza (1995)

## Televisión
1979 - Muerte de un viajante

1981 - El malentendido

1981 - Un tranvía llamado deseo

1988 - El Padre

1989 - El pato salvaje

1990 - Hebriana

1992 - Después del espectáculo

## Teatro
Equilibrio, 1967

El polvo Purple, 1968

El verano pasado, 1981

Juno y el pavo real, 1982

## Libros y obras de teatro
1952 - Otoño (novela)

1952 - Kissing (cuento)

1954 - En la parte inferior del cielo

1955 - El emperador de Capri (cuento)

1956 - el divorcio (comedia teatral)

1957 - Erotikon (novela)

1959 - El Dragón Verde (novela)

1962 - La visión de la película sueca (ensayo)

1998 - Textos 1961-96, Bo Widerberg (antología de textos, ed Gunnar Bergdahl,. Gothenburg Film Festival )

## Premios y nominaciones
Premios Óscar
| Año  | Categoría                          | Película                | Resultado |
| ---- | ---------------------------------- | ----------------------- | --------- |
| 1965 | Mejor película de habla no inglesa | El barrio del cuervo    | Nominado  |
| 1969 | Mejor película de habla no inglesa | Ådalen 31               | Nominado  |
| 1996 | Mejor película en habla no inglesa | La belleza de las cosas | Nominado  |

Festival Internacional de Cine de Cannes
| Año  | Categoría              | Película  | Resultado |
| ---- | ---------------------- | --------- | --------- |
| 1969 | Gran Premio del Jurado | Ådalen 31 | Ganador   |

Festival Internacional de Cine de Berlín
| Año  | Categoría                          | Película  | Resultado |
| ---- | ---------------------------------- | --------- | --------- |
| 1965 | Premio FIPRESCI Mención honorífica | Kärlek 65 | Ganador   |